# París-Roubaix 1943
La 41.ª edición de la París-Roubaix tuvo lugar el 25 de abril de 1943 y fue ganada por el belga Marcel Kint. Fue la primera París-Roubaix tras la II Guerra Mundial. 

## Clasificación final
|    | Ciclista             | Equipo           | Tiempo     |
| -- | -------------------- | ---------------- | ---------- |
| 1  | Marcel Kint          | -                | 6h 01' 32" |
| 2  | Jules Lowie          | -                | m. t.      |
| 3  | Louis Thiétard       | Metropole-Dunlop | m. t.      |
| 4  | Achiel Buysse        | Dilecta          | m. t.      |
| 5  | Albert Sercu         | -                | m. t.      |
| 6  | Camille Danguillaume | Peugeot          | + 36"      |
| 7  | Lucien Le Guével     | -                | m. t.      |
| 8  | Briek Schotte        | Europe-Dunlop    | + 2' 00"   |
| 9  | René Adriaenssens    | Helyett          | + 2' 51"   |
| 10 | Joseph Goutorbe      | -                | m. t.      |